# Elezioni presidenziali in Francia del 1995
Le elezioni presidenziali in Francia del 1995 si tennero il 23 aprile (primo turno) e il 7 maggio (secondo turno); Jacques Chirac fu eletto Presidente della Repubblica al secondo turno.

## Storia
Le elezioni presidenziali del 1995 sono state le settime elezioni del presidente francese nella Quinta repubblica.
Il presidente uscente François Mitterrand non si ricandida per un nuovo mandato (all'epoca era possibile; una modifica costituzionale del 2008 ha poi fissato il limite massimo a due mandati). D'altra parte Mitterrand è dal 1981 malato di un carcinoma della prostata, ma egli renderà pubblica la notizia solo nel 1992.
Inoltre, esse avvengono dopo le elezioni legislative del 1993 che avevano condotto alla seconda coabitazione tra il presidente Mitterrand e il primo ministro Édouard Balladur.
A destra, il Raggruppamento per la Repubblica (all'epoca al governo) è diviso tra balladuriani e chiracchiani, rispettivamente sostenitori del primo ministro Édouard Balladur e del presidente del partito Jacques Chirac. Entrambi possono contare sull'appoggio di diversi ministri dell'RPR. Dal marzo 1994 al febbraio 1995 tutti i sondaggi elettorali danno come favorito Balladur su Chirac; tuttavia, già dall'inizio del 1995 i sondaggi cominciano a mostrare una risalita di Chirac, che inizia a prevalere da marzo 1995. Questa "frattura" tra i due campi minerà in un certo senso anche la presidenza successiva di Chirac e i due governi di Alain Juppé, tanto che Chirac, nella speranza di "sorprendere" la sinistra, scioglie l'Assemblea nazionale nel 1997 (la scadenza naturale sarebbe stata nell'anno successivo) per delle elezioni anticipate che però si concluderanno con la vittoria della Sinistra plurale e con la terza coabitazione.
I centristi dell'Unione per la Democrazia Francese, per la prima volta nella storia delle elezioni presidenziali a suffragio universale della V Repubblica, non hanno un proprio candidato, ma sostengono la candidatura di Édouard Balladur.
A sinistra, il Partito Socialista è indebolito a causa di diversi affari e rivelazioni sul presidente uscente Mitterrand. Jacques Delors appare favorito, ma nel dicembre 1994 annuncia di rinunciare a candidarsi. Michel Rocard, Jack Lang e Pierre Mauroy rinunciano anch'essi. Lionel Jospin e Henri Emmanuelli si dichiarano candidati nel gennaio 1995 e, dopo un'elezione primaria interna al Partito Socialista, è scelto Jospin (65,85%) su Emmanuelli (34,15%). Inizialmente distanziato rispetto a Chirac e Balladur, lentamente la campagna di Jospin decolla e da metà marzo si instaura una dinamica positiva sulla sua candidatura, tanto che alla fine arriverà addirittura in testa (a sorpresa) la sera del primo turno.
Continua l'ascesa di Jean-Marie Le Pen, che in queste elezioni farà meglio (in termini di voti e di percentuale) delle precedenti elezioni presidenziali.
Il Partito Comunista Francese continua a declinare. Ormai è chiaro che a sinistra la forza politica maggiore è il Partito Socialista: la caduta del PCF è iniziata con l'ascesa del PS e di Mitterrand alla presidenza anni prima. Tuttavia Robert Hue riuscirà ad ottenere un risultato leggermente migliore rispetto alle precedenti elezioni presidenziali.
Arlette Laguiller di Lotta Operaia otterrà il secondo miglior risultato di sempre (almeno fino al 2017) e raccoglierà più di 1,6 milioni di voti, pari al 5,3%, più di 1 milione di voti in più rispetto alle precedenti elezioni presidenziali.
La sera del primo turno, per la prima volta nella storia delle elezioni presidenziali a suffragio universale della V Repubblica, i due candidati che accedono al secondo turno (Jospin e Chirac) raccolgono insieme meno della maggioranza delle preferenze (44,14%), obbligando, de facto, più della metà dei francesi a fare una scelta diversa al secondo turno rispetto a quella fatta al primo turno.
Alla fine è eletto Chirac, che al secondo turno, oltre ai voti degli elettori del RPR e dell'UDF, ha beneficiato anche di una parte dei voti dell'estrema destra, mentre Jospin, pur beneficiando dei voti della sinistra, è indebolito dalla spossatezza della sinistra nell'esercizio del potere negli anni precedenti.

## Risultati
|                 | Jacques Chirac       | Raggruppamento per la Repubblica | 6 348 375  | 20,84 | 15 763 027 | 52,64 |  |  |
|                 | Lionel Jospin        | Partito Socialista               | 7 097 786  | 23,30 | 14 180 644 | 47,36 |  |  |
|                 | Édouard Balladur     | Raggruppamento per la Repubblica | 5 658 796  | 18,58 |            |       |  |  |
|                 | Jean-Marie Le Pen    | Fronte Nazionale                 | 4 570 838  | 15,00 |            |       |  |  |
|                 | Robert Hue           | Partito Comunista Francese       | 2 632 460  | 8,64  |            |       |  |  |
|                 | Arlette Laguiller    | Lotta Operaia                    | 1 615 552  | 5,30  |            |       |  |  |
|                 | Philippe de Villiers | Movimento per la Francia         | 1 443 186  | 4,74  |            |       |  |  |
|                 | Dominique Voynet     | Verdi                            | 1 010 681  | 3,32  |            |       |  |  |
|                 | Jacques Cheminade    | Partito Operaio Europeo          | 84 959     | 0,28  |            |       |  |  |
| Totale          | Totale               | Totale                           | 30 462 633 | 100   | 29 943 671 | 100   |  |  |
|                 |                      |                                  |            |       |            |       |  |  |
| Voti non validi | Voti non validi      | Voti non validi                  | 883 161    | 2,82  | 1 902 148  | 5,97  |  |  |
| Votanti         | Votanti              | Votanti                          | 31 345 794 | 78,38 | 31 845 819 | 79,66 |  |  |
| Elettori        | Elettori             | Elettori                         | 39 992 912 |       | 39 976 944 |       |  |  |

1. ↑  Col sostegno dell'Unione per la Democrazia Francese.